# Vännforsen
Vännforsen este o arie protejată (arie specială de conservare — SAC, sit de importanță comunitară — SCI) din Suedia întinsă pe o suprafață de 35,7 ha, integral pe uscat.

## Localizare
Centrul sitului Vännforsen este situat la coordonatele 63°59′32″N 19°54′03″E / 63.9922°N 19.9008°E.

## Înființare
Situl Vännforsen a fost declarat sit de importanță comunitară în decembrie 1995 pentru a proteja un număr necunoscut de specii din flora spontană și fauna sălbatică aflate în arealul zonei. Situl a fost protejat și ca arie specială de conservare în martie 2011.

## Biodiversitate
Situată în ecoregiunea boreală, aria protejată conține 3 habitate naturale: Izvoare fino-scandinave și mlaștini produse de izvoare bogate în minerale, Taiga vestică, Râuri naturale fino-scandinave.
La baza desemnării sitului se află un număr nedeclarat de specii protejate.